# 14 Brygada Obrony Terytorialnej
14 Brygada Obrony Terytorialnej Ziemi Przemyskiej im. Hetmana Polnego Koronnego Jerzego Sebastiana Lubomirskiego
(14 BOT) – związek taktyczny Wojsk Obrony Terytorialnej Sił Zbrojnych RP.

## Formowanie i zmiany organizacyjne
Rozkaz Szefa Sztabu Generalnego z 14 grudnia 1999 był pierwszym mówiącym o sformowaniu 14 BOT. Na bazie pozostałego po 14 Brygadzie Pancernej stanu osobowego, uzbrojenia i sprzętu Dowódca Śląskiego Okręgu Wojskowego polecił swoim rozkazem sformować Brygadę do 31 grudnia 2000.
Pierwsze wcielenie żołnierzy odbyło się jeszcze przed końcem 2000. Powstanie Brygady w Przemyślu było odpowiedzią na pojawiające się zagrożenia klęskami żywiołowymi i awariami przemysłowymi. Nie bez znaczenia była również silna presja lokalnej społeczności, władz samorządowych i parlamentarzystów, opierająca się na "Programie Integracji z Organizacją Traktatu Północnoatlantyckiego i Modernizacji Sił Zbrojnych RP na lata 1998-2012".
Już w pierwszym roku swojego istnienia żołnierze Brygady brali bezpośredni udział w ratowaniu ludności cywilnej w gminie Radomyśl, kiedy to pod wodą znalazły się tysiące hektarów użytków rolnych, zniszczeniu uległo kilkaset kilometrów dróg i setki budynków.
Rok później, współpracując z 6 Brygadą Desantowo-Szturmową żołnierze brali udział w likwidacji zatorów lodowych na rzekach Podkarpacia.
Brygada regularnie brała udział we wspólnych ćwiczeniach z Policją Państwową i Państwową Strażą Pożarną, które są kierowane przez wojewodę podkarpackiego.
W 2007 r. brygadę przekształcono w 14 batalion OT, który 1 lipca 2008 r. włączono w skład 21 Brygady Strzelców Podhalańskich jako 14 batalion zmechanizowany. Obecnie batalion rozformowany, pozostałości wcielone do 5 bsp w składzie 21 Brygady Strzelców Podhalańskich.

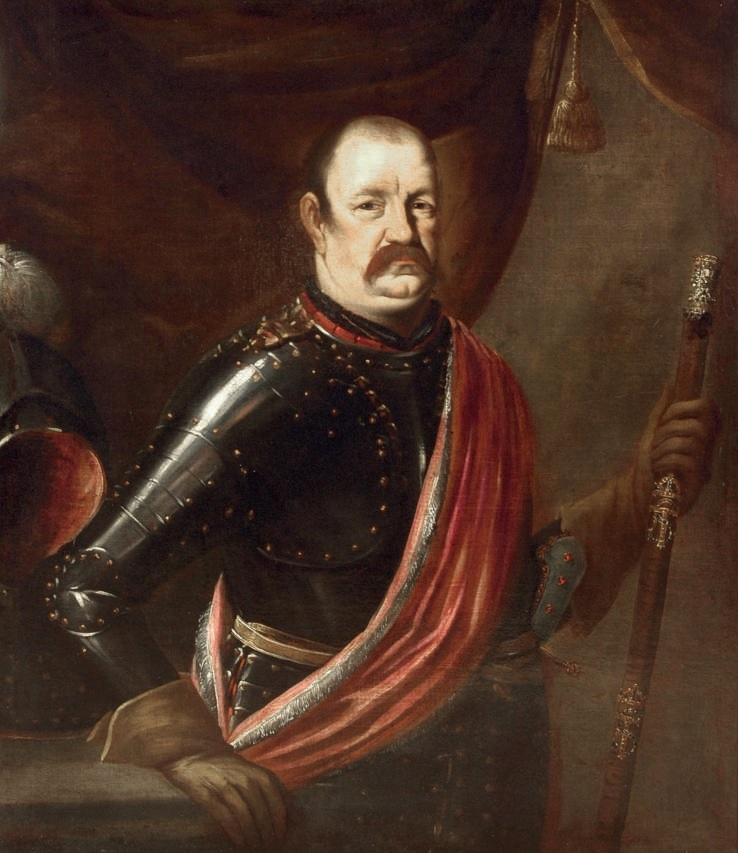
Jerzy Sebastian Lubomirski, patron 14 BOT

## Tradycje
Wykorzystując inicjatywę kadry zawodowej, organizacji i stowarzyszeń społecznych Przemyśla, dowódca brygady wystąpił do Ministra Obrony Narodowej o przekazanie prawa do przejęcia i kultywowania tradycji wszystkich jednostek Wojska Polskiego mających w nazwie numer "14.". Takimi jednostkami, zgodnie z decyzją Ministra Obrony Narodowej, są:
- 14 Regiment Pieszy im. Potockich;
- 14 Pułk Piechoty Księstwa Warszawskiego;
- 14 Pułk Piechoty Liniowej;
- 14 Pułk Piechoty Ziemi Kujawskiej;
- 14 Wileński batalion strzelców "Żbików"
- 14 Kołobrzeski Pułk Piechoty;
- 14 Pułk Zmechanizowany Ziemi Przemyskiej;
- 14 Brygada Pancerna Ziemi Przemyskiej im. Hetmana Jana Karola Chodkiewicza.

Święto brygady obchodzone było 1 lipca.

Patronem był hetman polny koronny Jerzy Sebastian Lubomirski.

## Struktura organizacyjna
- dowództwo i sztab – Przemyśl
- batalion dowodzenia -– Przemyśl
- trzy bataliony piechoty zmotoryzowanej – Przemyśl
- dywizjon artylerii przeciwlotniczej – Jarosław
- batalion saperów – Żurawica

## Dowódcy brygady
- płk Witold Pawlica (2000-2004)
- płk dypl. Andrzej Piękny (VII 2004-2005)
- ppłk Stanisław Makówka (cz.p.o. 2005)
- płk Tadeusz Michalak (2005-2006)
- ppłk Stanisław Makówka (cz.p.o. 2006)

## Przekształcenia
14 pułk piechoty → 14 pułk zmechanizowany → 14 Ośrodek Materiałowo – Techniczny  → 14 pułk zmechanizowany → 14 Brygada Pancerna → 14 Brygada Obrony Terytorialnej → 14 batalion Obrony Terytorialnej → 14 batalion zmechanizowany.